# Bołtucie (okręg wileński)
Bołtucie (lit. Baltučiai) − wieś na Litwie, w gminie rejonowej Soleczniki, 4 km na północny od Paszek, zamieszkana przez 13 ludzi.